# Holorusia lineaticeps
Holorusia lineaticeps is een tweevleugelige uit de familie langpootmuggen (Tipulidae). De soort komt voor in het Oriëntaals gebied.